# Георги Копанаров
Георги Исидоров Копанаров е български революционер, деец на Вътрешната македоно-одринска революционна организация и на Върховния македоно-одрински комитет.

## Биография
Копанаров е роден в 1865 година в разложкото градче Мехомия, тогава в Османската империя, днес Разлог, България. И баща му Исидор Цигата и брат му Никола Копанаров се занимават с революционна дейност. В 1897 година влиза във ВМОРО и работи като легален деец на Организацията. В 1902 година, поради подозрения на властите, заедно с брат си Никола са принудени да бягат в Свободна България. От Рилския манастир и Дупница действат като организатори на революционен канал - прехвърлят през границата оръжие, кореспонденция, хора.
След определянето на датата за въстание в Разлога, навлиза в Македония с четата на Върховния комитет на Владимир Каназирев. Четата навлиза тайнов Мехомия и по-голямата част се настанява в родната му Крапата махала. Точно преди Кръстовден, обаче, градът е блокиран от войска и башибозук и къщата на Копанарови обсадена. Георги успява да се спаси, но брат му Никола и баща му загиват при сраженията в града. При Хайдушкото кладенче се събира с част от четата и се оттеглят в Рилския манастир, откъдето отново започват да правят набези в разложките села.
След амнистията от 1904 година, жена му и двете му деца се връщат в Мехомия, но той от страх от отмъщение се установява в Райково, където прибира и сина си. В Райково влиза в местния революционен комитет, начело с учителя Димитър Лелов.
При избухването на Балканската война влиза в чета № 21 на Македоно-одринското опълчение, начело с Никола Гюмюшев, която подпомага действията на Българската армия в Централните Родопи и на няколко пъти влиза в сражение.
На 6 април 1943 година, като жител на Разлог, подава молба за българска народна пенсия, която е одобрена и пенсията е отпусната от Министерския съвет на Царство България.